# Jaqueline Rodríguez
Jaqueline Rodríguez (* 7. September 1996 in Tequixquiac, Estado de México), auch bekannt unter den Spitznamen Jaco bzw. Jaqui, ist eine mexikanische Fußballspielerin auf der Position einer Verteidigerin.

## Leben
Vor Einführung der mexikanischen Frauenfußballmeisterschaft Liga MX Femenil zur Apertura 2017 spielte Jaqui Rodríguez für die Frauenfußballmannschaft Azteca de la UDLA Puebla und kam während dieser Zeit auch zu Einsätzen für die mexikanische U-20-Fußballnationalmannschaft der Frauen.
Vor der Saison 2019/20 unterschrieb sie einen Vertrag bei Chivas Femenil, der Frauenfußballmannschaft des Club Deportivo Guadalajara, mit der sie in der Clausura 2022 die mexikanische Frauenfußballmeisterschaft und anschließend auch den Supercup der Saison 2021/22 gewann. Zuletzt verlängerte sie ihren Vertrag Anfang 2024 bis zum Jahr 2025.

## Erfolge
- Mexikanische Frauenfußballmeisterin: Clausura 2022
- Campeón de Campeones: 2021/22